# Литва
Литва, официално Република Литва, (на литовски: Lietuva или Lietuvos Respublika) е държава в Североизточна Европа. Тя е най-голямата от трите балтийски държави. Граничи с Латвия на север, с Беларус на югоизток, с Полша на юг, с Балтийско море на северозапад и с Русия на югозапад посредством Калининградска област. Литва е държава членка на Европейски съюз от 1 май 2004 г. Литва е сред основателките на Инициатива „Три морета“ през 2016 г.
Площта ѝ е 65 300 km², от които 64 418 km² суша и 882 km² водна площ.

## История
Наименованието Литва (Lituae) за първи път е споменато в Кведлинбургските анали в 1009 г.
В края на XII век Литва и Беларус образуват Великото Литовско княжество. Първият известен владетел на Литва е Миндаугас (Миндовг, 1238 – 1263), който е приел християнството през 1251 г. и е бил коронован на 6 юли 1253 г. (национален празник на Литва). През 1261 г. обаче се върнал към езичеството. През 13 – 14 век територията на княжеството стремително нараства и достига бреговете на Черно море. В същото време литовските князе водят тежка борба с Тевтонския орден, който е разбит в 1410 г. в Грюнвалдската битка от обединените войски на Литва и Полша.
През 1385 г. великият литовски княз Йогалия въвежда християнството и присъединява Литва към Полша, като се жени за полската кралица Ядвига и става полски крал с името Владислав II Ягело. Скоро обаче бил принуден да отстъпи властта в литовското княжество на своя братовчед Витовт. Той се признал за васал на Ягело, но води независима външна политика и следователно пълното обединение на държавите не се осъществява. По време на управлението на Витовт (1392 – 1430), Великото княжество Литва достига своя най-висок връх, а територията му е приблизително 930 000 km².
Люблинската уния от 1569 г. обединява Литва и Полша в Полско-литовско кралство, наречено Жечпосполита. То е дуалистична мултикултурна държава с уникално държавно устройство и религиозна съвместимост. Първото столетие от нейното съществуване историографията смята за златен век, като страната достига максимална територия 990 000 km² през периода 1634 – 1686 г. В края на XVI и през XVII век Полско-литовското кралство е една от най-силните държави в Европа. Второто столетие на Жечпосполита се характеризира с упадък. Опит за спирането му е конституцията от 3 май 1791 г. – първата писмена конституция на държава в Европа и втората в света. Жечпосполита съществува до 1795 г. Държавата е разделена между Прусия, Австрия и Русия на три етапа през 1772, 1793 и 1795 г.
Литва е в Руската империя до Първата световна война, когато през 1915 г. е окупирана от Германия.
На 16 февруари 1918 г. във Вилнюс представителството на литовския народ – Съвет на Литва (Lietuvos Taryba), провъзгласява независима Литва.
В 1920 – 1922 г. Литовската държава е призната от международната общност. Столица става Каунас.
На 10 октомври 1939 г., след завладяването и подялбата на Полша между Германия и СССР като следствие на Договора Рибентроп-Молотов, на територията на Литва навлизат съветски войски по силата на Договора за присъединяването на Вилнюс и околността му, осъществено с помощта на СССР. На 15 юни 1940 Литва влиза в състава на СССР като Литовска съветска социалистическа република, след като ден по-рано Москва поставя ултиматум да се позволи увеличаване на съветския контингент и правителството да подаде оставка. Към страната са присъединени територии от Полша, включително историческата столица Вилнюс.
През 1941 – 1944 г. Литва е окупирана от нацистка Германия. От 1944 до 1990 г. страната отново е в състава на СССР.
На 11 март 1990 г. Върховният Съвет на Литовската Република провъзгласява акт за възстановяване на независимостта на Литва (първата съюзна република, напускаща СССР).
На 29 март 2004 г. Литва става член на НАТО.
На 1 май 2004 г. Литва става член на ЕС.

## Държавно устройство
Литва е полупрезидентска република. Държавен глава е президентът, който се избира с петгодишен мандат. В неговите ръце е съсредоточена и външната политика. Президентът, по одобрение на парламента, определя министър-председателя, а на последните номинации определя и останалата част от кабинета, както и броя на останалите държавни служители и съдии, както и Конституционен съд (LR Konstitucinis Teismas).
Литовският парламент (Сейм) има 141 члена, които се избрани с четиригодишен мандат. Около половината членове от това законодателно тяло са избрани от избирателни райони (71), а останалата половина (70) са избрани от национален вот. Партията трябва да получи поне 5% от националния вот, за да бъде избрана в Сейма.

### Въоръжени сили
Литовските въоръжени сили (Lietuvos ginkluotosios pajėgos) са професионални, имат численост около 15 500 души в редовни формирования и около 100 000 души в резервни формирования. Литва е член на НАТО и военната ѝ доктрина е за „тотална и безусловна защита“, поради което войските са структурирани по подобие на скандинавските армии, и най-вече шведската. Клоновете на въоръжените сили са сухопътни войски, военновъздушни сили, военноморски сили, национални доброволчески сили и специални сили. Армията има на разположение около 400 бронетранспортьора (най-вече щатски М-113 и 168 M577 V2 (персонални бронирани бронетранспортьори, поръчани от Германия през 2016), някои от които с финландски миномети), 150 артилерийски гаубици М101 и 20 самоходни миномета „Тунджа“, както и различни видове противотанкови ракети и ЗРК с малък обсег. ВВС имат единствено транспортни и учебни вертолети и самолети, а ВМС – патрулни катери и минопочистващи кораби. Последната противоподводникова корвета от съветско време е изведена от употреба през 2009 г. Литва има общо 187 души зад граница, като най-многоброен е контингентът в Афганистан – 141 души. Разходите за въоръжените сили са 405 милиона евро, или 1,14% от БВП (2008).

## Административно деление
Територията на Литва е разделена на 10 окръга, които от своя страна са разделени на 60 общини. Те се делят на 546 енории. Десетте окръга са:
- Алитуски окръг
- Вилнюски окръг
- Каунаски окръг
- Клайпедски окръг
- Мариямполски окръг
- Паневежки окръг
- Таурагски окръг
- Телшяйски окръг
- Утенски окръг
- Шяуляйски окръг

Градските райони обхващат територията на един град, а в някои случаи – и на крайградските райони.

## Природа
Литва е разположена край Балтийско море. Има предимно равнинен и хълмист релеф. Главната река е Неман (Нямунас). Има и около 3000 езера.
Горите са смесени. Има 1 национален парк (30 806 ha), 3 резервата (17 534 ha) и 456 други природни обекта.
Климатът е преходен – от морски към континентален.
| температура | яну   | фев   | мар   | апр   | май   | юни   | юли   | авг   | сеп   | окт   | ное   | дек   |
| ----------- | ----- | ----- | ----- | ----- | ----- | ----- | ----- | ----- | ----- | ----- | ----- | ----- |
| минимална   | −6 °C | −6 °C | −3 °C | 2 °C  | 8 °C  | 11 °C | 13 °C | 12 °C | 8 °C  | 4 °C  | −1 °C | −5 °C |
| максимална  | −2 °C | −1 °C | 3 °C  | 11 °C | 18 °C | 20 °C | 22 °C | 22 °C | 16 °C | 10 °C | 3 °C  | −1 °C |

## Стопанство
Литва е индустриално-аграрна страна. Основни отрасли са машиностроене (кораби), метало- и дървообработване, химическа, текстилна и хранително-вкусова промишленост (рибно-консервна). Със селско стопанство се занимават 35% от населението на страната. Водещ отрасъл е месо-млечното говедовъдство. Повсеместно се отглеждат ръж, пшеница, ечемик, овес, лен, захарно цвекло, картофи, зеленчуци и др.

## Население
Населението на Литва е около 2 900 000 души, от които близо 85% са литовци. Най-големите малцинства са поляците – около 6% от населението, и руснаци – около 5% от населението. Населението е намаляващо, но са предприети амбициозни програми от страна на правителството за увеличаване на прираста до положителни стойности.

### Етнографски райони
Литва е малка и почти хомогенна държава, но литовците има четири големи етнографски региона, които имат някои различия в традициите, диалектите и ландшафта:
- Аукщайтия (Горна Литва, на литовски: Aukštaitija) – най-големият регион, заема голяма част от територията на североизток, над течението на Неман, между границите с Латвия и Беларус и столицата Вилнюс.
- Жмуд (Жемайтия или Долна Литва, на литовски: Žemaitija) – регион, разположен на северозапад, по долината на река Неман. Жмудският и аукщайтския диалекти са, от съвременна гледна точка, двата основни диалекта на литовския език.
- Сувалкия (на литовски: Suvalkija) – традиционно богат регион в югозападната част на страната, около Мариямполе.
- Дзукия (на литовски: Dzūkija) – традиционно бедни гористи земи в южната част на Литва, по протежение на границата с Беларус.
- Петият регион, който често е отнасян към Жмуд, е Мемелската област, наричана също Малка Литва (на литовски: Mažoji Lietuva) или Клайпедски край (на литовски: Klaipėdos kraštas) – ивица в най-западната част на страната, която заедно с град Клайпеда до 1918 година и от 1939 до 1945 г. е била част от Източна Прусия и е включена в състава на тогавашната Германска империя. Някои политици отнасят към Малка Литва и територията на съвременната Калининградска област на Русия.

## Други
- Комуникации в Литва
- Транспорт в Литва
- Въоръжени сили на Литва
- Външна политика на Литва